# شهرستان جو دویس (ایلینوی)
شهرستان جو دویس (به انگلیسی: Jo DaviessCounty) شهرستانی در ایالت ایلی‌نوی ایالات متحده امریکا و بر طبق سرشماری ۲۰۱۰ این شهرستان ۲۲۶۷۸ نفر جمعیت داشته‌است. رشد جمعیت این شهرستان از ۲۰۰۰ تا ۲۰۱۰، حدود ۱٫۷ درصد رشد مثبت بوده است
طبق سرشماری ۲۰۱۰، مساحت این شهرستان ۱۶۰۲٫۵ کیلومتر مربع وسعت داشته که از این مقدار ۲٫۸۵ درصد آب و ۹۷٫۱۵ درصد خشکی می‌باشد.
این شهرستان در ۱۸۲۷ از شهرستان هنری و شهرستان پوتنام جدا شده‌است. این شهرستان نام خود را از جوزف هامیلتون داویس، وکیل ایالتی کنتاکی، گرفته‌است.

## همسایگان و راه‌ها
همسایگان این شهرستان عبارتند از:
- شمال: شهرستان لافایته، ویسکانسین
- شمال‌شرق:
- شرق: شهرستان استیفنسون
- جنوب‌شرق: شهرستان کارول
- جنوب:
- جنوب‌غرب: شهرستان جکسون، آیووا
- غرب: شهرستان دوباکو، آیووا
- شمال‌غرب: شهرستان گرانت، ویسکانسین

راه‌های اصلی این شهرستان:
1. بزرگراه ۲۰ ایالات متحده
2. جاده ۳۵ ایلی‌نوی
3. جاده ۷۸ ایلی‌نوی
4. جاده ۸۴ ایلی‌نوی

## شهرها
- اپل ریور، ایلی‌نوی
- دوباکو شرقی، ایلی‌نوی
- الیزابت، ایلی‌نوی
- گیلانا، ایلی‌نوی، مرکز شهرستان
- هناور، ایلی‌نوی
- منومنی، ایلی‌نوی
- نورا، ایلی‌نوی
- اسکلد موند، ایلی‌نوی
- استوکتن، ایلی‌نوی
- وارن، ایلی‌نوی

## هرم سنی

هرم سنی سال ۲۰۰۰ جو دویس.

شکل روبرو هرم سنی شهرستان رادر سرشماری سال ۲۰۰۰ نشان می‌دهد:

## نگارخانه

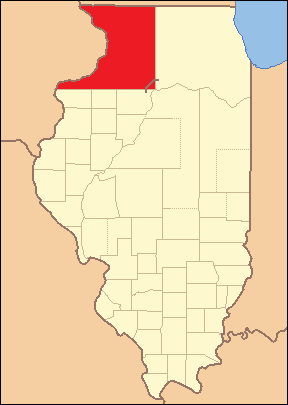
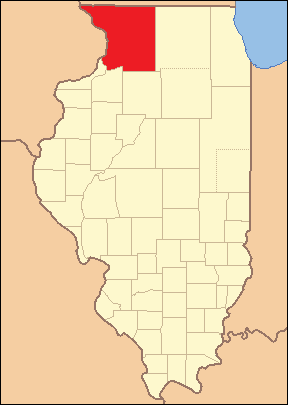
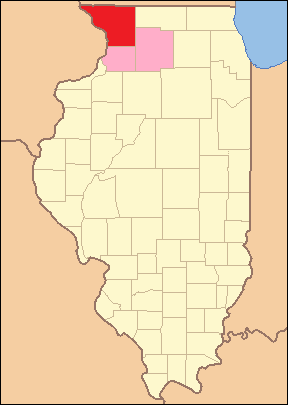
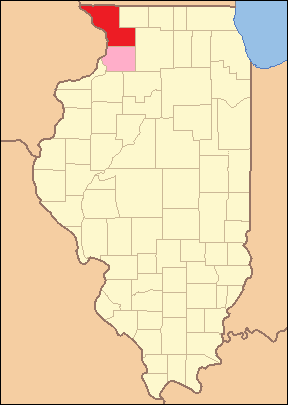
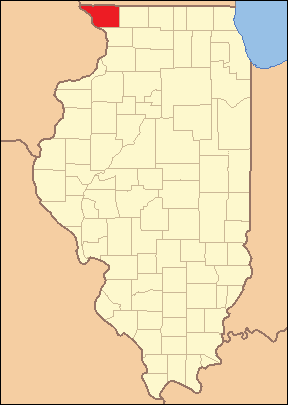